# Marie-Mai
Marie-Mai Bouchard (Varennes, 7 de julho de 1984) é uma cantora canadense. Ela foi inicialmente conhecida como uma das finalistas da primeira temporada do Quebec reality show Star Académie.

## Perfil
Como seu pai também era também, Marie-Mai começou seu interesse pela música em seus primeiros anos quando começou a ter aulas de piano e a participar do teatro musical. Logo ela começou a cantar e sua avó percebeu seu talento. Nos anos seguintes, ela ajudaria Marie-Mai a melhorar suas habilidades de canto ainda mais. Naquele tempo, a avó sugeriu a ela que fizesse um teste para uma nova competição, Star Académie. Antes disso, em 2001, ela iria começar a atuar em shows em Théâtre Musical na Passion intense show em Montreal. Marie- Mai é a mais nova de dois.
Ela tornou-se uma das finalistas na edição de 2003, no qual ela foi imediatamente notada por seu estilo pop -rock. Ela terminou em terceiro atrás de Marie-Elaine Thibert, a vice-campeã da competição e Wilfred Le Bouthillier, o eventual vencedor.
Após a turnê Star Académie, que terminou em 2004, ela fez parte do elenco do musical Rent Montreal ópera-rock de Jonathan Larson, realizada no Teatro Olympia.
Em setembro de 2011, ela se casou com seu produtor, Fred St- Gelais, no Havaí. O casal estava envolvido desde 2006 e se divorciou em 2016.
Em dezembro de 2011, Marie-Mai participou da campanha contra o bullying "Ele termina aqui", e fez um vídeo onde ela revelou que ela tinha experimentado o bullying por causa de seu Transtorno de déficit de atenção e hiperatividade (TDAH).
Marie-Mai tem uma relação com David Laflèche desde 2016. Em 15 de fevereiro de 2017, deu à luz a sua filha Gisèle.

## História

### Inoxydable (2004-2005)
Seu álbum de estréia Inoxydable, produzido por Fred St- Gelais, foi lançado em 28 de setembro de 2004. Mais de 120 mil álbuns foram vendidos apenas em Quebec enquanto o álbum foi lançado na França em 2006. Vários singles tinham chegado no alto das paradas Quebec, incluindo as canções "Il faut Que da tu t'en ailles" e "Une Encore nuit", que alcançou o topo das paradas da Radio Énergie. Em 2005, ela ganhou o prêmio de melhor vídeo de música francesa no MuchMusic Video Awards, com o vídeo de sua canção "Il faut ailles Que tu t'en". Em apoio ao seu álbum, Marie-Mai fez 87 shows e tinha lançado um álbum de vídeo de seu show, La Tournée Inoxydable.

### Dangerous Attraction(2007-2009)
Seu segundo álbum, Dangerous Attraction, foi lançado em 28 de agosto de 2007, em Quebec, no Canadá. Em agosto de 2008, Marie- Mai foi premiada com um disco de ouro pela venda de mais de 50 000 cópias do álbum em Quebec.
Em 24 de junho de 2009, Marie-Mai participou pela primeira vez das celebrações do Quebec National Holiday em Montreal, transmitido no Radio-Canada Television e rádio. Ela interpreta sucesso notável "Mentir" e "Emmène-moi", um cover da música " Lady Marmalade", e um trecho do hino nacional de Quebec, "Gens du pays", de Gilles Vigneault.
Em 1 de Julho de 2009, durante as festividades do Dia do Canadá em Ottawa transmito em Radio-Canada cadeia e Inglês CBC, a cantora foi convidada para cantar três músicas. Originalmente, a transmissão no canal em língua Inglês não incluiu sua primeira canção, "Mentir". CBC, eventualmente, reverteu sua decisão após os ensaios e, em vez decidiu distribuir as três músicas.

### Version 3.0(2009-2011)
Em 26 de setembro de 2009, ela lançou seu terceiro álbum, Version 3.0. Ela recebeu um terceiro disco de ouro em 7 de dezembro de 2009, para ter vendido 40 mil cópias do álbum. Entre suas composições presentes no álbum estão "Rebatir notre histoire" e "C'est moi".
Em 28 de fevereiro de 2010, ela cantou "Emmène - moi" na cerimônia de encerramento dos Jogos Olímpicos de Inverno de 2010 em Vancouver. No mesmo ano, ela havia sido destaque em "repars Je" de David Usher. A canção permaneceu na parada por mais de um mês à frente do Top 100 Nielsen Broadcast Data Systems.
Em 2011, seu álbum Version 3.0 chegou ao disco de platina, com 80 mil cópias vendidas. Ela também gravou um dueto no mesmo ano com o Simple Plan para a canção "Jet Lag". Mais tarde no mesmo ano, ela assinou com a Warner Music France para ser sua gravadora e distribuidora na Europa.

### Miroir(2012-2014)
Antes do lançamento do seu quaro álbum, em 22 de fevereiro de 2012, ela lançou a canção "Sans cri ni haine", um cover da música "Call Your Girlfriend ", de Robyn, como um single promocional.
O site oficial da Marie-Mai tinha sofrido grande atualização antes do álbum lançado pelo Motion in Design, um agente de publicidade com sede em Drummondville. A contagem do temporizador para o dia da liberação do álbum foi mostrada. A agência também criou um novo logotipo e a arte do álbum do quarto álbum.
Em 14 de agosto de 2012, o primeiro single oficial do álbum "C.O.B.R.A." foi liberado para emissoras de rádio e um teaser de 22 segundos do vídeo da música foram liberados. Conforme anunciado por ela na mesma data, o novo álbum será chamado de "Miroi " e definiu a data de lançamento para o 17 de setembro.
"Miroir" conseguiu vender 22 mil unidades durante a primeira semana após o lançamento. Em 17 de outubro, 2012 só um mês depois o álbum foi lançado, uma conferência de imprensa foi realizada no teatro Olympia em Montreal, para anunciar que o álbum foi certificado ouro para alcançar as 40 000 cópias vendidas da marca. Esta conferência de imprensa também foi usada para anunciar as primeiras 2 datas no Bell Centre de sua nova turnê Tournee Miroir devido ao pontapé inicial em 18 de janeiro de 2013 em Grandby, QC.
No final de 2012, o segundo single canadense "Jamais Ailleurs" foi lançado para as rádios, enquanto uma versão mais acústica da canção "Je Cours" foi escolhido como o primeiro single para promover o álbum ainda a ser lançado na França.
Para começar 2013 Marie-Mai está pronta para dar o pontapé inicial a sua quarta turnê "Tournee Miroir" em 18 de janeiro, em Grandby, QC. A turnê vai provar o seu desempenho na frente de mais de 80 000 pessoas em toda Quebec.
Ela apresentou C.O.B.R.A., Jamais Ailleurs e Heart Attack  durante as celebrações do dia do Canadá em Ottawa em 1 de julho de 2013 e em 22 de julho, participou do show beneficente para as vítimas em Lavaltrie Lake Megantic com 39 outros artistas.
Ela começou a filmar um novo vídeo da música em meados de julho. Em agosto de 2013, o trailer do vídeo,  Différents, foi lançado, e o vídeo completo foi lançado em sua página no YouTube em 10 de setembro de 2013.
Ela vai continuar sua turnê, Tournee Miroir em setembro no Québec Coliseum.
Nos dias 2 e 3 de maio, ela deu dois shows no Bell Centre e fechou sua turnê Miroir depois de 100 shows.

### M(2014-2015)
Em janeiro de 2014, Marie-Mai lançou "Jamais trop tard", um dueto com Jonas, como o primeiro single do seu 5º álbum. A música alcançou o 1º lugar nas paradas de rádio. Os recalls de seus shows no Bell Centre (2 e 3 de maio) foram usados para revelar três músicas do M: "Conscience", "Tourner" e "À bout portant". Em 12 de maio de 2014, M foi lançado com alguns fogos de artifício: três novos videoclipes foram revelados no mesmo dia: "Conscience", "Tourner" e "Indivisible". Em dois meses, o registro recebeu uma certificação de ouro por 40 000 cópias vendidas. Em julho de 2014, a turnê Marie-Mai Miroir no Bell Centre estreou nos cinemas de Quebec. "Marie-Mai ao vivo no Centro Bell: Traverser le Miroir" atraiu o interesse imediato de seus fãs e foi destaque em 50 cinemas do Quebec. Em novembro de 2014, o DVD do show foi lançado, e foi certificado como platina tripla por 30 000 cópias vendidas.

## Na cultura popular
Em 2012, ela participou do projeto do álbum tributo dedicado a Jean- Jacques Goldman chamado de Génération Goldman cantando "Là-bas" de Goldman como um duo com o modelo e cantor francês Baptiste Giabiconi.
Ela foi a dubladora da Smurfette nas versões em francês de The Smurfs 1 (2011) e 2 (2013).
Durante a cerimônia de encerramento dos Jogos Olímpicos de Inverno de Vancouver 2010, ela se apresentou Emmène -moi.
Ela é uma treinadora na versão canadense de The Voice (La Voix), ao lado de Ariane Moffatt, Marc Dupré e Jean -Pierre Ferland.

## Discografia
- Inoxydable 2004
- Dangereuse Attraction 2007
- Version 3.0 2009
- Miroir 2012
- M 2014

## Prêmios e indicações

### Félix Award
- 2008 Álbum de Rock do Ano
- 2010 Álbum de Rock do Ano
- 2010 Melhor Artista Feminina do Ano
- 2011 Melhor Artista Feminina do Ano
- 2011 Tour do Ano (cantora e compositora)
- 2012 Canção Popular do Ano «Sans cri, ni haine»
- 2013 Álbum Pop do ano
- 2013 Melhor Artista Feminina do Ano

### SOCAN Prêmios
- 2008 SOCAN prêmio de Pop Song - Composer